# Günther Bechem
Karl-Günther Bechem (également connu sous le pseudonyme de Bernd Nacke) est un pilote automobile allemand, né le 21 décembre 1921 à Hagen, Allemagne et mort le 3 mai 2011 dans sa ville natale. Il a participé à deux Grands Prix de championnat du monde, en 1952 et 1953.

## Résultats en championnat du monde de Formule 1
| Saisons | Écurie | Châssis      | Moteurs | 1   | 2   | 3   | 4   | 5   | 6   | 7   | 8   | 9   | Points inscrits | Classement |
| ------- | ------ | ------------ | ------- | --- | --- | --- | --- | --- | --- | --- | --- | --- | --------------- | ---------- |
| 1952    | Privée | BMW Eigenbau | BMW     | SUI | IND | BEL | FRA | GBR | ALL | P-B | ITA |     | 0               | Non classé |
| 1952    | Privée | BMW Eigenbau | BMW     |     | Abd |     |     |     |     |     |     |     | 0               | Non classé |
| 1953    | Privée | AFM 50-5     | BMW 328 | ARG | IND | P-B | BEL | FRA | GBR | ALL | SUI | ITA | 0               | Non classé |
| 1953    | Privée | AFM 50-5     | BMW 328 |     |     | Abd |     |     |     |     |     |     | 0               | Non classé |